# Dargienen
De Dargienen (Dargiens: Даргва, Dargwa) zijn een Noordoost-Kaukasisch volk in het zuiden van de Russische autonome republiek Dagestan. Ze zijn qua aantal met 17% de op een na grootste etnische groep van Dagestan. Ze spreken het Dargiens, een groep van enkele Nach-Dagestaanse dialecten en variëteiten. De Dargienen hangen de soennitische islam aan. Tijdens de Russische volkstelling van 2010 woonden er 589.000 Dargienen in Rusland, waarvan 490.000 in Dagestan.

## Verspreiding
Het volk woont hoofdzakelijk in het Kaukasusgebergte, maar ook aan de voet daarvan tot aan enkele locaties langs de Kaspische Zee. In de Dagestaanse hoofdstad Machatsjkala zijn de Dargienen met 12,4% de op drie na grootste etnische groep.

## Geschiedenis
De Dargienen werden in de achtste eeuw tot de islam bekeerd.
Ze kwamen aan het eind van de negentiende eeuw binnen het Russische Rijk. Tijdens de Sovjet-periode behielden ze grotendeels hun uitgebreide familie- en dorpsstructuren.
Abazijnen ·
Abchaziërs ·
Achvachen ·
Adygeeërs ·
Aino ·
Aleoeten ·
Aljoetoren ·
Altaj (Oirot) ·
Andi ·
Armeniërs ·
Avaren ·
Azerbeidzjanen·
Balkaren ·
Baraba ·
Basjkieren ·
Bergjoden ·
Boerjaten ·
Chakassen ·
Chanten ·
Chinezen ·
Dargienen ·
Dolganen ·
Enetsen ·
Evenen ·
Evenken ·
Georgiërs ·
Grieken ·
Ingoesjen ·
Ingriërs ·
Itelmenen ·
Jakoeten ·
Joden ·
Joekagieren ·
Joepiken ·
Kabardijnen ·
Kalmukken ·
Kamtsjadalen ·
Karatsjajers ·
Kareliërs ·
Kazachen ·
Kereken ·
Ketten ·
Komi ·
Koreanen ·
Korjaken ·
Korjo-saram ·
Krim-Tataren ·
Lezgiërs ·
Mansen ·
Mari (Tsjeremissen) ·
Meschetische Turken ·
Mordwienen ·
Nanai ·
Negidalen ·
Nenetsen (Joeraken) ·
Nganasanen ·
Nivchen (Giljaken) ·
Nogai ·
Oedegen ·
Oedmoerten ·
Oekraïners ·
Oeltsjen ·
Oezbeken ·
Oroken ·
Orotsjen ·
Osseten ·
Polen ·
Pomoren ·
Rusland-Duitsers (inclusief Wolga-Duitsers) ·
Russen ·
Samen (Lappen) ·
Selkoepen ·
Sjoren ·
Sojoten ·
Tabassaranen ·
Perzen (Tadzjieken) ·
Taten ·
Teleoeten ·
Tofalaren ·
Tsachoeriërs (Caxur) ·
Tsjerkessen ·
Tsjetsjenen (Noxchi) ·
Tsjoektsjen ·
Tsjoelymen ·
Tsjoevanen ·
Tsjoevasjen ·
Turkmenen ·
Toevanen ·
Wepsen ·
Belarussen (Wit-Russen) ·
Wolga-Tataren ·
Woten